# Cannabis sativa
Cannabis sativa é uma planta herbácea da família das Canabiáceas (Cannabaceae), amplamente cultivada em muitas partes do mundo. As folhas são finamente recortadas em segmentos lineares; as flores, unissexuais e inconspícuas, têm pêlos granulosos que, nas femininas, segregam uma resina; o caule possui fibras industrialmente importantes, conhecidas como cânhamo; e a resina tem propriedades psicoativas bem documentadas podendo actuar como analgésico, anódino, antiemético, antiespasmódico, calmante do sistema nervoso, embriagador, estomático, narcótico, sedativo, tônico.

## História
Os primeiros registros históricos do uso da Cannabis sativa para fabricação de papel, datam de 8000 anos a.C, na China. Depois os chineses descobriram e desenvolveram outras formas de uso da planta, principalmente para produção de artigos textêis e medicina.  Mais tarde, outras  sociedades, como os gregos, romanos, africanos, indianos e árabes também aproveitaram as qualidades da planta, fosse ela consumida como alimento, medicina, combustível, fibras ou fumo.  Entre os anos de 1000 a.C. até meados do século XIX, a maconha e o cânhamo produziam a maior parte dos papéis, combustíveis, artigos têxteis e sendo, dependendo da cultura que a utilizava, a primeira, segunda ou terceira medicina mais usada. Sua grande importância histórica se deve ao fato da maconha ter a fibra natural mais resistente e forte do que todas as outras, podendo ser cultivada em praticamente qualquer tipo de solo.
Da China, ela se espalhou para a Índia, o Oriente Médio, o Norte da África. De lá desceu rumo à África Subsaariana e subiu até a Europa, via Turquia. O frio europeu parece ser uma das razões pelas quais a erva não era fumada no continente. Os princípios ativos da planta, THC e canabidiol, se desenvolvem em quantidade maior em ambientes quentes e ensolarados durante a maior parte do ano. Fumar maconha não fazia sentido para os europeus de antanho, porque não fazia efeito algum.
Em tempos passados a maconha somente poderia ser "colhida" na Europa e em regiões circunvizinhas no período entre setembro e dezembro. Na década de 90 iniciou-se o cultivo artificial da maconha, quando foi introduzida uma nova técnica, utilizando luzes artificiais como as de vapores de sódio e as multi-vapores (mercúrio e outros gases componentes). Durante este período (década de 90), os estudos e investimentos na cannabis cresceram tanto que hoje existem milhares de empresas no mundo que se dedicam dia a dia no melhoramento genético desta planta. Ação esta que proporcionou a existência de uma infinidade de tipos de cannabis, centenas de Híbridos, Sativas, Índicas.

## Espécie, subespécie e variedades

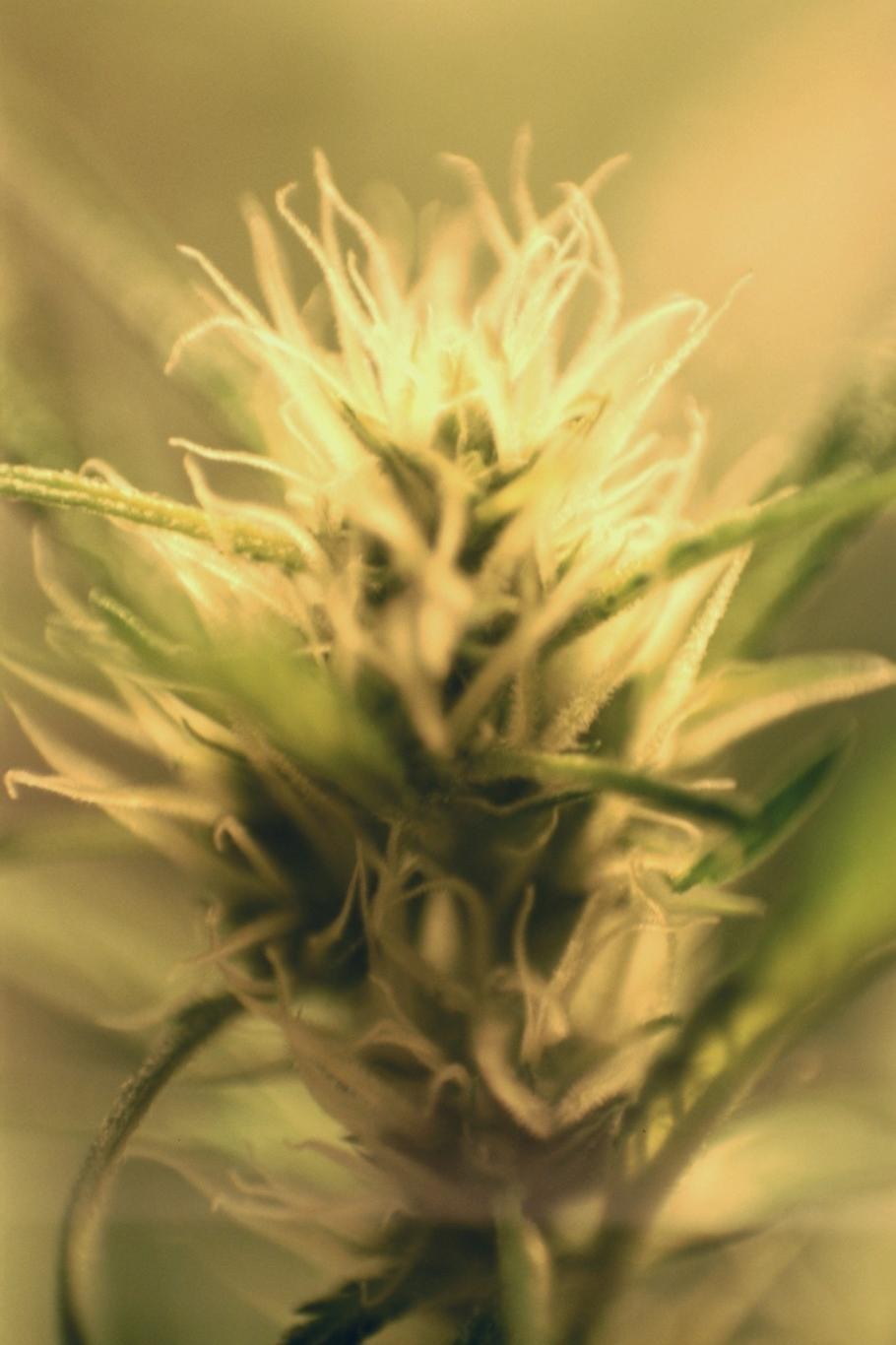
Flores femininas (pistilos) da variedade hibrida conhecida como "Northern Lights"

Carolus Linnaeus descreveu em 1753, chamando-a de de Cannabis sativa L., onde o L vem do seu sobrenome, Linnaeus. A Cannabis foi publicada novamente com sua redescrição em 1976 por Ernest Small e por Arthur Cronquist. Outros tratamentos taxonômicos do Cannabis também são válidos e utilizado por alguns botânicos. Dentro desta espécie há Subespécies diferentes, que também apresentam variedades, como a Cannabis sativa indica e outras. É comum o cultivo de Cannabis sativa indica, Cannabis sativa sativa e híbridas que são novas subespécies surgidas de cruzamentos entre as espécies.
Cannabis
Cannabis sativa L.
C. sativa subsp. sativa
C. sativa subsp. sativa var. sativa
C. sativa subsp. sativa var. spontanea
C. sativa subsp. indica
C. sativa subsp. indica var. indica
C. sativa subsp. indica var. kafiristanica

### C. sativasubsp.sativa

#### C. sativa subsp. sativa var. sativa
Nome correto: Cannabis sativa L. subsp. sativa var. sativa
O táxon inclui cânhamos selvagens cultiváveis desenvolvidos para a produção de fibra ou de semente. A fibra destas variedades são geralmente longas e não ramificadas e as sementes são menores e podem ser ramificadas ou não ramificadas. Algumas variedades são monóicas. Variedades desta planta certificadas para industrialização produzem uma relação relativamente elevada de CBD para THC (acima de 20:1), e não são apropriadas para o uso medicinal ou recreativo .

#### C. sativasubsp.sativavar.spontanea
Nome correto: Cannabis sativa L. subsp. sativa var. spontanea (Vavilov) Small & Cronq.
Sinonímia: C. ruderalis Janisch.
Este táxon inclui plantas selvagens ou feral. Com a ausência da pressão seletiva, estas plantas perderam muitos dos traços que haviam sido selecionados originalmente para e aclimataram-se as suas localidades. As plantas deste tipo são frequentemente baixas, pouco ramificada e breve-florações. As plantas têm geralmente níveis baixos dos canabinoides e uma relação baixa de THC para CBD, sendo assim, pouco usadas como matéria prima de drogas. Entretanto, as assim camadas, variedade de planta "indica" é freqüentemente o resultado do cruzamento com as "ruderalis" para produzir as plantas que combinam um índice mais elevado de THC, resistente e com a altura reduzida da "ruderalis".
O termo "ruderal" foi usado originalmente na União Soviética, inicialmente para descrever as populações de canhamo que tinham escapado do cultivo e se adaptaram as região circunvizinha. As plantas deste tipo são difundidas por toda a Europa central e Oriental, incluindo Lituânia, Bielorrússia, Letónia e Estónia. As populações similares podem ser encontradas na maioria das áreas onde o cultivo do canhamo foi predominante. A região onde ela é mais notoria na América do Norte é o meio-oeste, embora as populações ocorrem ocasionalmente por todo os Estados Unidos e o Canadá.
Diversas vezes propôs-se que este tipo de medu fosse reconhecida como uma espécie distinta, chamado de C. ruderalis.

### C. sativasubsp.indica

#### C. sativasubsp.indicavar.indica
Nome correto: Cannabis sativa L. subsp. indica (Lam.) Small & Cronq. var. indica (Lam.) Wehmer
Sinonimia: Cannabis indica Lam.
Este táxon inclui dois tipos de Cannabis cultivadas para a produção da droga, frequentemente referida pelos consumidores, desta planta, como "sativa" e "indica".
As variedades da planta e as selvagens da "sativa" de folhas estreitas são nativas ao subcontinente Indiano, sendo também cultivadas em África, na América Central e do sul, na bacia do Caribe e no outro regiões produtoras de marijuana. Estas variedades são geralmente altas, ramificadas e com amadurecimento relativamente tardio. Foram substituídos em sua maior parte por híbrido, assim chamada "indica/sativa", para o cultivo comercial, pois os híbridos rendem uma colheita maior em um período de tempo mais curto.
As variedades de folhas largas são tradicional cultivadas na Índia, no Afeganistão, e no noroeste Paquistão para a produção do haxixe, e podem ter sua origem no Indocuche ou na cordilheira de montanhas do Tian Shan. Devido ao clima frequentemente severo e inconstante daquelas regiões, estas variedades e suas selvagens são mais adaptadas para o cultivo em clima temperado. As plantas deste tipo são relativamente baixas, cônicas, e densamente ramificadas, tendo o limbo foliar characteristicamente largo, e tendem a produzir uma relação mais baixa de THC para CBD do que as variedades folhas estreitas, embora muitas variedades disponíveis comercialmente sejam manipuladas geneticamente para produzir níveis relativamente elevados de THC e níveis baixos de CBD, o qual não é psicoativo, alguns usuários relatam terem mais um sensação de "apedrejamento" e menos de um efeito "alto" do desejado da droga, destas variedades comparadas às variedades de folhas estreitas. As diferenças no índice terpeno do óleo essencial podem esclarecer algumas destas diferenças.
Frequentemente propôs-se que este táxon fosse reconhecido como uma espécie distinta, a Cannabis indica. entretanto, mais recentemente, com base na análise genética, morfológica e análises químiotaxonomica, foi atribuído as variedades de folhas estreitas e folhas largas, que são o "biotipo" da planta, assim como a oriental do sul e da oriente da Asia e as populações selvagens do Himalaia , a C. indica.

#### C. sativasubsp.indicavar.kafiristanica
Nome correto: Cannabis sativa L. subsp. indica (Lam.) Small & Cronq. var. kafiristanica (Vavilov) Small & Cronq.
Sinonimia: C. indica Lam. var. kafiristanica Vavilov.
Este táxon inclui as plantas selvagens ou feral, confinadas na maior parte ao subcontinente indiano e regiões onde o Cannabis é cultivada para o uso como droga e escapou das plantações. Os indivíduos podem ter níveis baixos, parecido, ou elevados de THC em relação ao CBD. Estas plantas apresentam níveis relativamente elevados de Δ9-tetrahidrocannabidivarina (THCV) e/ou de canabidivarina (CBDV) também são bens comuns neste grupo. Comparado com as plantas selvagens ou feral da var. spontanea, as plantas deste taxon são frequentemente mais altas e mais ramificadas. Os aquênios geralmente são muito pequenos. Nas inflorescências os pistilos são freqüentemente alongados, e os frutos (aquênios) caem das plantas quando esses amadurecem.